# Златен век на пиратството
Златният век на пиратството е период на разрастване на пиратството през XVII век. Според различни изследователи той обхваща няколко върхови периода или само последният и най-значим от тях:
1. Период на буканиерите (1650 – 1680) – характерен с главно английски и френски пирати, базирани на Ямайка и Тортуга, които нападат испанските колонии и доставки в Карибско море и източната част на Пасифика;
2. Пиратския кръг (1690-те) – далечни експедиции от Америка за грабеж на цели на мюсюлмански страни или на Британската източноиндийска компания в Индийския океан и Червено море;
3. Период след Войната за испанското наследство (1716 – 1728) – тогава голяма маса англо-американски моряци и капери са демобилизирани и се заемат с пиратство в Карибско море, източното крайбрежие на Северна Америка, крайбрежието на Западна Африка и в Индийския океан.

Терминът е историческо изобретение от края на XIX век и никога не се използвал от пиратите по това време. Първата му употреба е от 1894 г. от английския журналист Джордж Пауъл.